# Imma francenella
Imma francenella är en fjärilsart som beskrevs av Legrand 1965. Imma francenella ingår i släktet Imma och familjen Immidae. Inga underarter finns listade i Catalogue of Life.